# Raimondo di Sangro
Raimondo di Sangro, prince de San Severo, né le 30 janvier 1710 à Torremaggiore (Royaume de Naples, aujourd'hui dans la province de Foggia, dans les Pouilles) et mort le 22 mars 1771 à Naples, est un inventeur, anatomiste, militaire, écrivain et académicien italien. Il est également un occultiste versé dans l'alchimie et la franc-maçonnerie.
Il est connu pour ses machines anatomiques humaines conservées dans la crypte de la Cappella Sansevero à Naples.

## Biographie
Raimondo di Sangro est l'une des figures majeures du XVIIIe siècle italien et des Lumières.

### Origines et formation
Ses ancêtres étaient des Grands d'Espagne d'une très ancienne lignée remontant à Charlemagne, possédant de nombreux domaines dans les Pouilles, autour de San Severo, Torremaggiore, Castelnuovo, Casalvecchio di Puglia, Castelfranco, ainsi qu'à Naples. 
Raimondo est le fils d'Antonio di Sangro, duc de Torremaggiore, et de Cecilia Gaetani dell'Aquila d'Aragon, descendante du roi Ferdinand Ier de Naples, et qui meurt peu après la naissance de son fils.
Le duc Antonio tente de se remarier avec une demoiselle de San Severo mais se retrouve mêlé à une sombre affaire de mœurs : il est accusé d'avoir tué le père de la jeune femme afin de faciliter son mariage. Antonio se réfugie à Vienne pour clamer son innocence devant l'empereur. De retour sur ses terres, il est de nouveau impliqué dans un crime : son principal accusateur, Nicola Rossi, maire de San Severo, est assassiné. Poursuivi, Antonio se réfugie dans un monastère où il prononce les vœux, se retirant des affaires publiques. 
Raimondo est alors confié à la garde de ses grands-parents paternels. En 1720, âgé de dix ans, il est élève au Collège Clementine de Rome, qu'il ne quittera qu'en 1730. Il y développe une culture générale impressionnante, se montrant curieux de tout. Il se passionne pour l'héraldique, la géographie, la philosophie, les sciences exactes, la mécanique, l'alchimie, les langues anciennes (grec, hébreu, latin) et vivantes dont l'arabe et l'allemand. Formé aux arts militaires, il excelle en tant que cavalier, pratiquant les sports équestres.

### Un homme de science discret

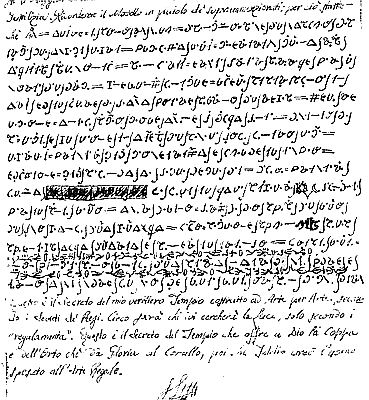
Lettre chiffrée signée Raimondo di Sangro.

De retour à Naples peu après 1730, il hérite du titre de « prince de San Severo » et se lie avec Charles de Bourbon, le futur roi d'Espagne, pour qui il inventera un manteau imperméable. 
En 1736, il épouse sa cousine Carlotta Gaetani dell'Aquila d'Aragon, âgée de seulement 14 ans, et qui vit en Flandres ; elle ne le rejoindra qu'en 1742. Raimondo commande pour elle une sérénade au musicien Pergolèse, que ce dernier laisse inachevée. 
Pris dans la guerre de Succession d'Autriche, Raimondo est nommé colonel de régiment en 1744 et se distingue lors de la bataille de Velletri contre les Autrichiens. Il est par ailleurs l'auteur d'un traité militaire intitulé Manuale di esercizi militari per la fanteria qui fut apprécié par Frédéric II de Prusse.
Membre de l'Accademia della Crusca, il se passionne pour la chimie qui en est alors à ses balbutiements, et travaille notamment sur le ramollissement et la fine pulvérisation du marbre. 
Il implante dans les sous-sols de son palais napolitain, près de la piazza San Domenico Maggiore, une presse typographique clandestine, d'où sortiront de nombreux ouvrages non signés, par crainte de la censure. Il ne peut s’empêcher de perfectionner ses presses, réussissant à imprimer en une seule fois, une page comprenant plusieurs couleurs d'encre. Ses ouvrages sont d'influence maçonnique. Il traduit de nombreux ouvrages qu'il imprime lui-même dont les textes rosicruciens Le Comte de Gabalis de l'abbé Montfaucon de Villars et La Boucle de cheveux enlevée d'Alexander Pope, ainsi que les Voyages de Cyrus de Ramsay (qui appartenait à la même loge maçonnique que Montesquieu). Fasciné par la cryptologie, il publie en italien une réponse aux Lettres d'une Péruvienne qui contient une méthode pour décrypter le système d'écriture inca appelé quipu.
Parmi ses autres inventions, l'on peut citer :
- des modèles de canons et fusils novateurs ;
- un système hydraulique capable de pomper l'eau en toutes circonstances ;
- une « flamme perpétuelle », produit d'un composé chimique qu'il détailla[3] ;
- un automate comprenant des chevaux et un attelage en bois capable de se mouvoir tant sur la terre que sur l'eau ;
- des feux d'artifice multicolores ;
- des modèles anatomiques...

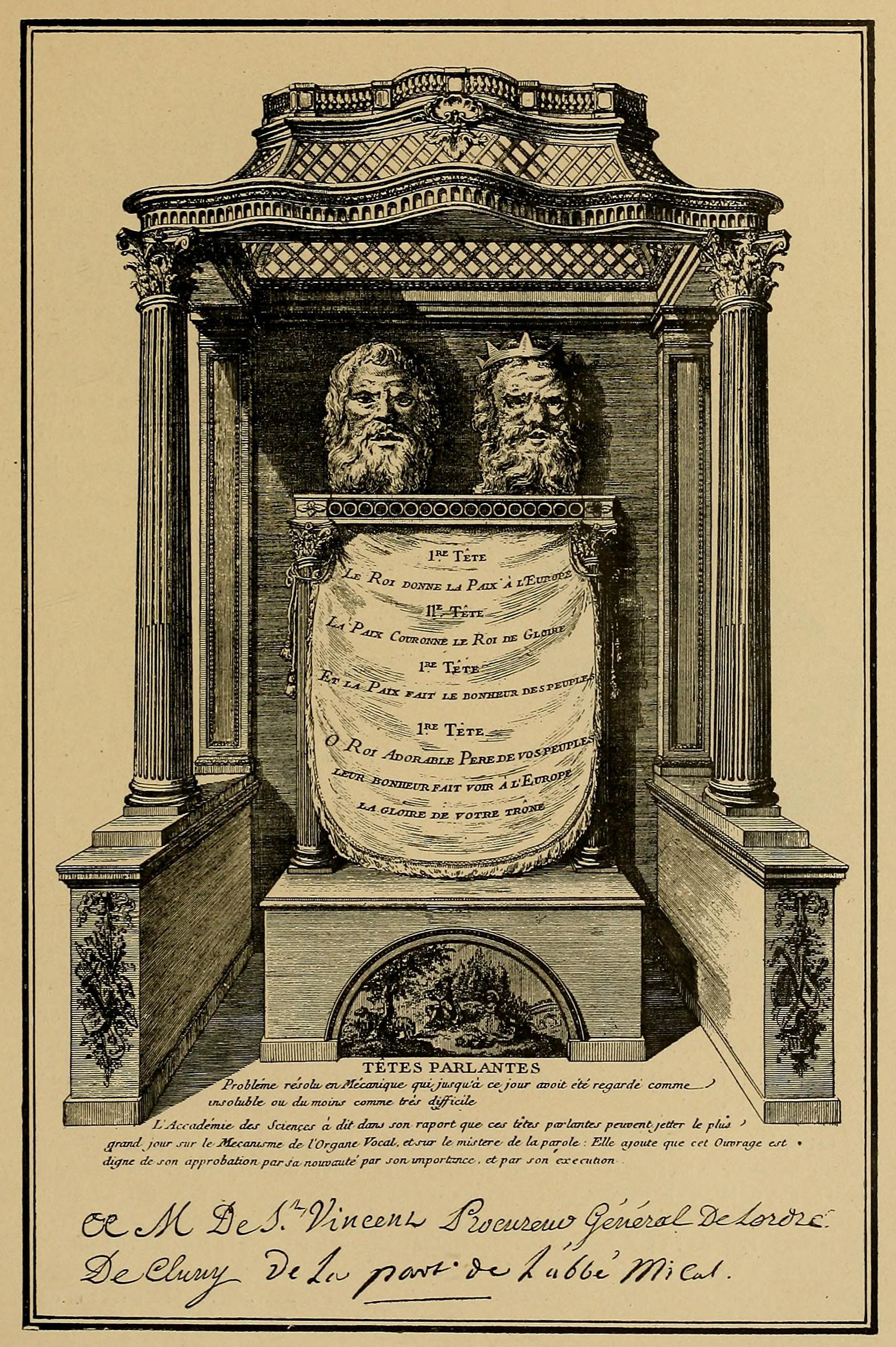
Les têtes parlantes de l'abbé Mical.

L'abbé Mical (1727-1789 ?) aurait conçu ses deux automates à « têtes parlantes » en s'inspirant d'un écrit anonyme publié à Naples en 1769.
Raimondo di Sangro acquiert assez vite une « mauvaise réputation » : libre penseur, franc-maçon, il est excommunié sur intervention du cardinal Giuseppe Spinelli, décision que le pape Benoît XIV fera annuler par la suite. Le « Palazzo Sansevero » est également frappé par une sorte de malédiction, que le peuple de Naples colporte à loisir, ce qui maintient à distance les curieux : tandis que les crimes supposés du père de Raimondo sont encore dans les mémoires, c'est en effet dans ces mêmes murs que le musicien Carlo Gesualdo, surprenant son épouse en plein adultère, trucida les deux amants !
Dès 1749, mais en grand secret, Raimondo di Sangro transforme la chapelle, ainsi que la crypte, en un temple maçonnique, demandant à des sculpteurs comme Antonio Corradini, Francesco Queirolo ou Giuseppe Sanmartino différentes pièces ouvragées en marbre d'une belle facture et que l'on peut encore de nos jours admirer en l'état. La crypte abrite également deux fameux modèles anatomiques.
Sentant venir ses derniers jours (il se serait peu à peu empoisonné accidentellement avec des substances chimiques), le prince de San Severo détruit une grande partie de ses écrits, afin d'éviter qu'ils ne tombent entre les mains de la censure et ne nuisent à sa famille. Ses héritiers feront de même, avec le reste des archives, brûlant sans doute la plupart des manuscrits portant sur les recherches scientifiques du savant, et vendant l'ensemble du laboratoire ainsi que l'imprimerie.

## Publications disponibles
- (it) Lettera apologetica, présenté par Leen Spruit, Naples, Alòs, 2002
- (it) Supplica a Benedetto XIV, présenté par Leen Spruit, Naples, Alòs, 2006